# Пітер Вільямсон
Пі́тер Ві́льямсон (англ. Peter Williamson, нар. 26 липня 1948 року) —  англійський професійний рефері зі снукеру, відоміший як Пі́т Ві́льямсон. Народився і мешкає в  Ліверпулі.

## Біографія та кар'єра
Пітер Вільямсон почав свою кар'єру рефері у 1970-х роках. До цього він довгий час був працівником в Ліверпульському аеропорту. Професійну ліцензію рефері зі снукеру Вільямсон отримав лише на початку 1990-х, а перший матч відповідного рівня провів у 1991-му. За свою професійну кар'єру Вільямсон лише двічі судив півфінальні зустрічі, але, він регулярно обслуговує матчі фінальної стадії  чемпіонату світу та інших рейтингових турнірів. Також Пітеру пощастило судити професійні матчі, в яких загалом було виконано 6  максимальних брейків (два рази Джон Хіггінс, по одному Стівен Хендрі, Баррі Пінчес, Нік Дайсон та Джейсон Прінц).

## Захоплення
Серед його улюблених занять є вболівання за футбольну команду Ліверпуль (футбольний клуб), фотографування, перегляд спектаклів і рок концертів таких гуртів як U2, Bon Jovi та Jules Holland.